# أوديل جاكوب
أوديل جاكوب (بالإنجليزية: Odile Jacob) ناشرة فرنسية أسست مطبعة أوديل جاكوب في منتصف الثمانينيات. وهي أيضًا عالمة متدربة، تدرس طرق عمل الدماغ والعقل والفكر. وهي عضوة في مركز أبحاث Le Siècle.

## روابط خارجية
- Editions Odile Jacob
- Odile Jacob US Publishing Corporation
- Yale University Press